# Taphephobie
Taphephobie, auch Taphophobie (von altgriechisch τάφος táphos, deutsch ‚Begräbnis, Grab‘, und φόβος phóbos, deutsch ‚Furcht‘) bezeichnet die Angst, als Scheintoter lebendig begraben zu werden.

## Hintergrund
Die Angst, lebendig begraben zu werden, ist nicht nur eine Form der Phobie, sondern hat einen realen historischen Hintergrund: In früherer Zeit kam es durchaus vor, dass Menschen für tot gehalten wurden, obwohl sie noch lebten. Diese Scheintoten wurden begraben und kamen erst im Sarg tief unter der Erde wieder zu sich und erstickten qualvoll. Dass jemand lebendig begraben worden war, erkannte man meist erst nach einer Umbettung, wenn das Skelett in einer verdrehten Position im Sarg lag oder Kratzspuren auf der Innenseite des Sarges sichtbar waren.
Einige technische Hilfsmittel wurden erdacht, um dieser Situation zu entkommen, etwa eine Schnur, mit der der eventuell Scheintote eine Glocke am Grab auslösen oder eine Signalfahne entfalten konnte. Sogar Särge mit einem Sauerstoffvorrat sind konstruiert worden.
Um dem Erwachen im geschlossenen Sarge und der darauf folgenden Qual zu entgehen, verfügten manche Menschen (unter anderen Johann Nestroy und Arthur Schnitzler) den „Herzstich“, das heißt, dass nach ihrem wirklichen oder vermeintlichen Tode der Leiche oder dem Scheintoten das Herz durchstochen werden musste. In gleicher Absicht befahl Hans Christian Andersen, seinem Leichnam die Pulsadern aufzuschneiden. Solange er lebte, legte er, wenn er schlafen ging, immer einen Zettel neben sein Bett mit dem Hinweis: „Ich bin nur scheintot.“ Der Philosoph Arthur Schopenhauer verfügte in seinem Testament, dass er erst bestattet werden dürfe, wenn seine Leiche deutliche Anzeichen der Verwesung zeige.
Die Gefahr, lebendig begraben zu werden, ist heutzutage durch sichere Diagnosemöglichkeiten so gut wie ausgeschlossen (Pflicht zur äußeren, unter Umständen auch zur inneren Leichenschau mit Feststellen der sicheren Todeszeichen, in den Kliniken bei Intensivpatienten daneben beispielsweise auch EEG im Rahmen der Hirntoddiagnostik), gleichwohl allerdings geschehen, wenn auch sehr selten, auch in der Gegenwart noch Fälle dieser Art, wie ein Vorfall in Ecuador im Juni 2023 zeigte (in betreffendem Fall konnte die Person aber rechtzeitig aus dem Sarg befreit und in ein Krankenhaus gebracht werden; die ecuadorianischen Behörden haben eine Untersuchung des Vorfalles eingeleitet).

## Taphephobie in Literatur, Film und Kunst

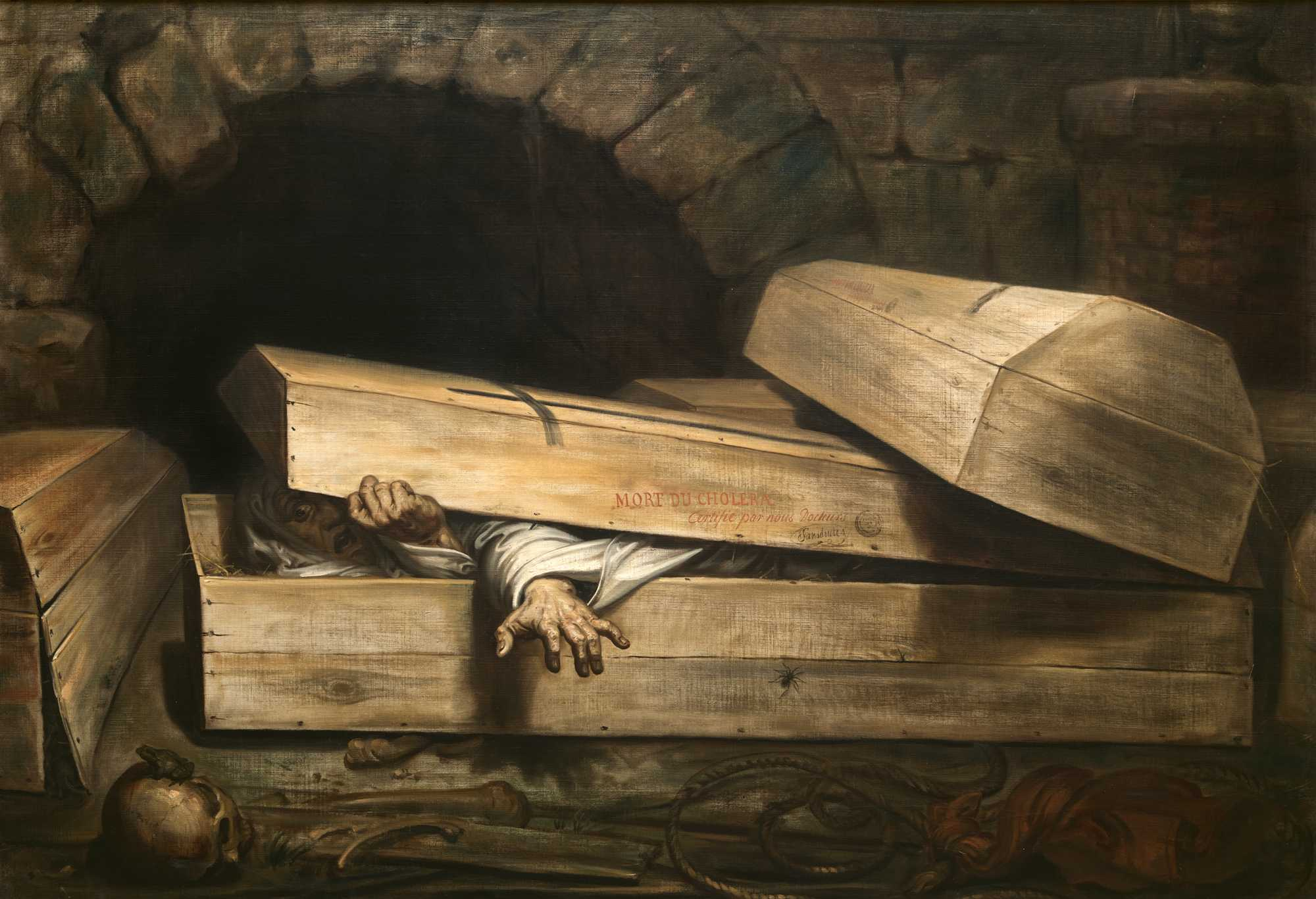
Ein lebendig Begrabener
(L’inhumation précipitée)
Antoine Joseph Wiertz, 1854

Im 19. Jahrhundert wurde die Furcht davor, unabsichtlich lebendig begraben zu werden, ein Motiv in der Literatur. Edgar Allan Poe litt unter dieser damals berechtigten Sorge. Einige seiner Werke handeln von dieser Angst und wurden z. B. von Roger Corman 1962 unter dem Titel Lebendig begraben (The Premature Burial) mit Ray Milland in der Hauptrolle verfilmt.
Literarische Werke, in denen das Thema behandelt wurde, sind unter anderem:
- Edgar Allan Poe, The Premature Burial (Erzählung)
- Gottfried Keller, Lebendig begraben (Zyklus von 14 Gedichten)
- Franz Hartmann, Lebendig begraben